# Mikel Martins Das Neves
Mikel Martins Das Neves (San Sebastián, 28 de mayo de 1983) es un exfutbolista español de ascendencia portuguesa, que jugaba como centrocampista defensivo

## Trayectoria
Mikel Martins se inició como futbolista en la cantera del Antiguoko de San Sebastián. En 1999 llegó a los juveniles del Athletic Club y progresando por ambos clubes filiales; el CD Basconia en la temporada 2002-03 y el Bilbao Athletic de 2003 a 2006. Tras dejar el club bilbaíno, pasó por diversos equipos de la Segunda División B como el Espanyol B, Baza o Guijuelo hasta que llegó al CD Mirandés en la temporada 2010-11. Con el club rojillo logró un ascenso a Segunda División, además de alcanzar unas semifinales de Copa del Rey en la temporada 2011-12.
En 2015 fichó por el Real Unión tras haber pasado las dos últimas temporadas en dos históricos como Cádiz y Hércules. En 2018, después de tres temporadas, se incorporó a la SD Amorebieta.

## Clubes
| Club            | País   | Año        |
| --------------- | ------ | ---------- |
| Bilbao Athletic | España | 2003-2006  |
| Espanyol B      | España | 2006-2007  |
| CD Baza         | España | 2007-2008  |
| CD Guijuelo     | España | 2008-2009  |
| Benidorm CF     | España | 2009-2010  |
| CD Mirandés     | España | 2010-2013  |
| Cádiz CF        | España | 2013-2014  |
| Hércules CF     | España | 2014- 2015 |
| Real Unión Club | España | 2015-2018  |
| SD Amorebieta   | España | 2018-2019  |

## Palmarés

### Campeonatos nacionales
| Título                       | Club           | País   | Año  |
| ---------------------------- | -------------- | ------ | ---- |
| Segunda División B (Grupo 2) | C. D. Mirandés | España | 2012 |

### Copas regionales
| Título                  | Club           | País   | Año  |
| ----------------------- | -------------- | ------ | ---- |
| Copa de Castilla y León | C. D. Mirandés | España | 2011 |
| Copa de Castilla y León | C. D. Mirandés | España | 2012 |